# Дворска башта у Сремским Карловцима
Дворска башта представља један од најзначајнијих и највреднијих зелених простора у Сремским Карловцима, као Просторне културно-историјске целине изузетног значаја за Србију. У питању је заштићено природно добро као споменик природе.
Комплекс „Дворска башта“ налази се у самом насељу, 500 м јужно од старог језгра Сремских Карловаца. Некада је представљао једну од најстаријих ботаничких башта на простору данашње Србије. Башта се простире на два нивоа; У горњем делу су спортско-рекреатвни садржаји, а у доњем шеталишта.